# De Bunschoter
De Bunschoter is een zelfstandige lokale krant die verschijnt in de gemeente Bunschoten. De krant verschijnt op maandag en vrijdag als een abonnementeneditie en op woensdag als Huis-aan-huisblad in Bunschoten-Spakenburg, Eemdijk en Zevenhuizen. In de woensdageditie is de Spakenburgse Krant opgenomen. Het blad wordt uitgegeven door mediabedrijf De Bunschoter.
In samenwerking met het Cultuur Platform Bunschoten-Spakenburg en Eemdijk verschijnt jaarlijks in september een speciale editie over de Kunstmaand.
DBTV is de kabelkrant van De Bunschoter. De kabelkrant is als digitaal kanaal te zien in Bunschoten-Spakenburg, Amersfoort, Leusden en Soest.

## Geschiedenis
De uitgeverij werd in 1928 opgericht door onderwijzer Frank Hartog. In 1967 droeg hij het familiebedrijf over aan zijn zoon Bort Hartog die de uitgeverij uitbreidde met een drukkerij. In 1991 verhuisde de drukkerij naar de nieuwbouw op Celsiusweg 1-5 in Bunschoten. De uitgeverij bleef toen nog gevestigd aan de Broerswetering in Spakenburg. In 1990 werd daar een nieuw pand betrokken. In 2005 namen David en Ivan Hartog de drukkerij over van hun vader Bort Hartog. In 2009 werd ook de uitgeverij aan hen overgedragen. In 2015 betrokken de drukkerij en de uitgeverij samen een pand aan de Celsiusweg.